# 韓流ワールド
韓流ワールド（はんりゅうわーるど・はるりゅをるどぅ）とは、韓流コンテンツ発信の中心地を目指したアミューズメントパークである。
「韓流」とハリウッドの「ウッド」をミックスして名付けられた韓流ウッドの呼称で建設が始められたが、詩人の金芝河（キム・ジハ）が「世界に冠たる民族の文化的な自尊心」のためには、没落しているハリウッドの名を借りてはならないと主張。「韓流ワールド」へと名称が変更された。正式なアナウンスは2009年2月10日。

## 概要
テーマパーク、文化施設、ホテル、商業施設などの複合エンターテインメント施設。「韓流ワールド」という名称が一般名称的であるため、韓国では報道時に「高陽（コヤン）韓流ワールド」という俗称を使うこともある。
京畿道高陽市一山東区チャンハン洞から一山西区大化洞にまたがった一山湖水公園の南側に面して造成中。一山湖水公園は郊外型の大型公園として有名であり、土日には多くの家族客が押し寄せる風光明媚な所である。
2004年に計画発表、2008年5月29日着工。2012年までに2兆8100億ウォン（約3200億円）が投入される大規模プロジェクト。事業者選定が延期されたりするなど、大幅に遅れている。ユニバーサルスタジオとコンベンションセンター、商業施設が合体したようなイメージで考えられている。
韓国の首都ソウル中心部から、北東へおよそ20キロ、北朝鮮国境まで約10キロ、金浦国際空港から約5キロに位置し、高速道路を使えば金浦空港まで10分未満、仁川国際空港まで30分足らずで行ける好立地である。一山東区・一山西区は、航空・空港従事者ら高所得者層が多く住み、「イルサン・ニュータウン」と呼ばれおしゃれな街として知名度が高く、これまでもドラマの撮影などが多かった。今回の韓流ワールド建設にあたり、EBS（教育放送）本社等、各種放送関係者がソウルから移転してきた。

## 宣伝活動
広報大使は映画俳優のジャッキー・チェンとチェ・ジウ。

## 施設概要
コンテンツ作成支援施設、テーマパーク、ホテル、UEC（都心型商業施設）、URBAN（URBAN ENTERTAINMENT）、など。敷地総面積は994,756平方メートルを誇る。

### コンテンツ作成支援施設
- 面積　12,145平方メートル
- 延べ床面積　94,232平方メートル（地上21階、地下4階）
- 事業費　2,745億ウォン
- オープン予定　2012年
- 事業主体者　京畿道

映画2本・放送1本、もしくは映画1本、放送2本を同時に制作できるスタジオと先端編集施設を3つ備える。
スタジオ面積は500坪、300坪、100坪の3種類。

### テーマパーク
- 敷地面積　約240,000平方メートル
- オープン予定　2012年
- 遊戯施設　24種を予定
- 飲食施設　24か所
- 商業施設　25か所
- 事業主体者　韓流ウッド株式会社

パーク内は3つに区切られ、それぞれ「Asian Garden」、「Animasia」、「Hallyu Studio」と名づけられ、次のような施設・イベントの建設が予定されている。
- Asian Garden
  - 1, SUSPENDED STORYBOOK RIDE
  - 2, MAGIC PAGODA THEATER
  - 3, HALLYU NIGHTTIME RIVER PARADE

- Animasia
  - 1, THEME TOWER PLAZA / HUB
  - 2, HYPERCOASTER
  - 3, INDOOR SPINING SPACE-TAXI ROLLER COASTER
  - 4, MECH-WARS 3D / 4D THEATER
  - 5, CASTLE CHIBI

- Hallyu Studio
  - 1, WINGS OVER KOREA
  - 2-5, THE BACKLOT / HISTORICAL KOREAN SET

### ホテル
ホテルは第2区に以下の2つが建設される予定。しかし、資金的な問題から建設工事が始まっていない。他に第3区にビジネスホテルを約3,000室規模で建設する予定であるが、誘致の目途は立っていない。
- 観光ホテル
  - 建設規模　地上20階、地下4階
  - 客室数　370室。

- 家族ホテル
  - 建設規模　地上19階、地下4階
  - 客室数　290室

### 商業施設 / UEC
- 敷地面積　42,313平方メートル
- 延べ面積　272,222平方メートル
- 建設規模　地上8階、地下6階
- 駐車場　約2100台

### 複合施設
- 敷地面積　83,220平方メートル
- 延べ面積　630,141平方メートル
- 建造物　地上50階、地下8階
- 施設　販売・営業施設、業務施設（オフィス、オフィステル）、共同住宅（アパート）、文化・集会施設
- 駐車場　約6,100台
- 事業主体者　一山プロジェクト株式会社

敷地の半分は住居施設、3割が販売施設（ショッピングモール）となる予定。

## 沿革
- 2006年6月2日、ソウルで開かれた韓流ウッドの国際セミナーが開かれ、その席上、詩人で思想家の金芝河（キム・ジハ）が「ハリウッドは没落しているとアメリカで聞かされた。世界に冠たる民族の文化的な自尊心を考慮すると、韓流ウッドでは、価値が正当に評価されない」と主張。「韓流ワールド」に変更するよう提言した。それにより、新しい名称を公募することとした。[5]

- 2008年秋の経済危機により、ウォンの通貨は1ウォン＝0.1350円が1ウォン＝0.06円となり通貨価値が半分以下にまで落ち、韓国の経済は大きな打撃を受けた。アジア各国にドラマを売り出すことで大きな収益を上げ、その利益を見越してソン・スンホンが1話あたりの出演料が約490万円となるなど、出演者の出演料が10倍以上に跳ね上がったが、しかし「冬のソナタ」「チャングムの誓い」以後ヒット作が出なかったため、テレビ局が赤字に苦しんでおり、新規にドラマを立ち上げられない負のスパイラルに陥っている。そのような中で、「韓流ウッド」から「韓流」の文字を取った方が良いのではとの指摘がされており、2009年初頭に京畿道は公聴会を開き決定を下すという。[6]

- 2009年1月16日、韓国語版および英語版、2月7日現在中国語版、2月24日現在日本語版ホームページにて、名称を「韓流ウッド（Hallyu-Wood）」から「韓流ワールド（Hallyu-World）」へと変更。正式名称が「韓流ワールド」へと変更されたものと確認された。但し、サイトアドレスでは「hallyu-wood」のまま。

- 2009年2月10日、京畿道は、高陽市ジャンハンドン大化洞一帯にテーマパークと商業施設などを建設する“韓流ウッド”（韓流- wood）の名前を“韓流ワールド”（韓流- world）に変更することにしたと明らかにした。また、新しい名前韓流ワールドは韓流という韓国の伝統性とワールドという世界的普遍性を結合した意味を込めたものだと説明した。京畿道は2005年に韓流ウッド造成計画を発表したが、アメリカのハリウッド（Hollywood）の名前を模倣しており、名前も性格と合わないという指摘が数多く提起され、変更を推進してきた。[1]

- 2009年2月24日、韓流ワールドのロゴが決定した。「青い星があしらわれた地球の下に"HallyuWorld"という青い字のアルファベットが並んでいるもので、京畿道第2庁舎（議政府市）は「“韓流”の伝統と、“ワールド”のグローバルなイメージを一体化させたものだ」と説明した」と報道された。[7]

- 2009年3月27日、EBS（教育放送）本社、放送通信委員会、文化体育観光部デジタル放送制作センターなどの誘致が決まった。[8]

- 2009年5月29日関連機関は、2008年5月30日に着工式を行ったものの現時点で工事は始っていないことを明らかにした。関係者によると「資金調達問題もあったが、金融危機で市場状況が悪化したため、設計変更など現実的代案探しに時間を要し、着工できなかった」といい、着工は2010年初めになる見通し。[9][10]

- 2010年1月26日朝鮮日報によると、第1区域（テーマパーク）は工事の進捗率が0%。2014年完成を目指すユニバーサル・スタジオ（ロッテグループ・ポスコ建設）が2倍の面積で2011年3月に着工する予定のため、競合を避けるべくテーマパーク・デザイン会社のゲイリー・ゴダード社と企画の全面的な見直しを図っており、公演を中心とした設計となる見込み。[11][12]

- しかし、続報として華成（ファソン）ユニバーサル・スタジオ、およびユニバーサル・スタジオ・コリアは2013年10月23日、土地取得が困難になったことを理由に、事実上計画が中止となったことを発表した。土地譲渡の法的な契約としては、2012年9月30日に失効していたことも土地所有者である水資源公社によって明らかにされた。今後ユニバーサル・パークス&リゾーツ（UPR）は韓国を諦め、中国への進出を図ることが示された。既に2013年8月2日には、UPRによってユニバーサル・スタジオ・北京が中国国家発展改革委員会から認可を受けたことが発表され、2018年に開業することが報道されており、これにより韓国内での新設テーマパークの競合は回避される見込みとなった。[13][14][15]

- 2011年4月15日朝鮮日報によると、京畿道知事と文化体育観光部（省に相当）長官が、高陽市の韓流ワールドに4000室規模の観光ホテルを建設するため協力する協定を結んだ。これまで、不動産取得税を免除したり、水道料金を20%減免するといった優遇措置をとったが投資が進んでいなかった。文化体育観光部は容積率緩和などの特別法を制定する意向。また投資を活性化させるため、運営主体者である京畿道は、韓流ワールド内のホテル用地の価格を最大で30-40%引き下げる方針。他に、民間企業がホテル事業を希望した場合は用地の提供という形で、企業と共同でホテル事業を展開する案も検討。[16]

- 2013年2月8日朝鮮日報によると、京畿道知事は記者会見で、K-POP専用劇場の建設誘致が決定したことを発表した。専用劇場には、韓国最大規模の15000席以上の収容人数を誇るアリーナ（大ホール）、大衆文化博物館、名誉の殿堂が設置される予定で、2013年下半期に事業者の決定、2016年末に完工の予定であるとした。[17]

- 2020年10月19日高陽新聞によると、K-POP専用アリーナである「CJライブシティ」の建設を2021年にも着工させる発表があった。ユニバーサルスタジオの韓国進出による計画変更以来、テーマパーク部分の造営・運営を行う事業主体が現れず建設がストップしていた。ホテルやコンテンツ制作の企業集約などが先行して営業をはじめたが、特にホテルなどは当初の計画にあったテーマパークの開場がなければ営業が成り立たないことを示唆していた[18]。2015年に大統領府が、サムスングループを起源とするエンターテインメント・コンテンツ企業であるCJグループを事業者として選定。「CJライブシティ」という名称での計画がスタート。2020年6月にアリーナの建設許可が下りたことでようやく現実味が帯びてきた。[19]

- 2021年10月28日ワウコリアによると、韓国最大となるKPOP専用ライブ施設「CJライブシティアリーナ」が2021年10月27日着工。2024年完工をめざす。年間190回以上の公演・イベントが開催される予定である。総敷地面積32万6400平方メートル。室内2万席、野外4万人規模としている。[20]。